# کتاب شونن
کتاب شونن (به ژاپنی: 少年ブック, Shōnen Bukku)، یک مجله مانگا منتشر شده توسط شوئیشا بود که در مارس ۱۹۵۸ منتشر شد و در آوریل ۱۹۶۹ به پایان رسید.